# ロスタ
ロスタ（伊: Rosta）は、イタリア共和国ピエモンテ州トリノ県にある、人口約4,900人の基礎自治体（コムーネ）。

## 地理

### 位置・広がり

#### 隣接コムーネ
隣接するコムーネは以下の通り。
- ブッティリエーラ・アルタ
- カゼレッテ
- レアーノ
- リーヴォリ
- ヴィッラルバッセ

## 姉妹都市
- Bojnice、スロバキア